# Plagiometriona tenella
Plagiometriona tenella  (лат.) — вид жуков щитоносок (Cassidini) из семейства листоедов. 
Эндемик Южной Америки: Аргентина (Buenos Aires, Cordoba, Entre Rios, Jujuy, Misiones, Salta, Tucuman), Бразилия (Paraná, Rio Grande do Sul, Santa Catarina), Парагвай (Asuncion, Paraguari, Presidente Hayes, Puerto P. Stroessner, S. Antonio, Villarica). 
Форма тела уплощённая. Растительноядный вид, питается растениями семейства паслёновые (Solanaceae: Physalis viscosa) и вьюнковые (Convolvulaceae: Ipomoea batatas).